# Juan Montiel
Pour les articles homonymes, voir Montiel (homonymie).
Juan Carlos Montiel est un boxeur uruguayen né le 12 novembre 1965 à Montevideo, capitale actuelle de l’Uruguay . Il est l'actuel président de la Fédération uruguayenne de boxe.

## Carrière
Médaillé de bronze dans la catégorie poids moyens aux Jeux panaméricains d'Indianapolis en 1987, il participe aux Jeux olympiques d'été de 1988 à Séoul mais s'incline au second tour contre Chris Sande. Montiel passe professionnel en 1993 et devient champion d'Uruguay des mi-lourds en 2003 aux dépens d'Enrique Campos. Il met un terme à sa carrière la même année sur un bilan de 13 victoires et 4 défaites.